# Olympische Sommerspiele 2020/Gewichtheben
Bei den XXXI. Olympischen Sommerspielen 2020 in Tokio fanden vom 24. Juli bis 4. August 2021 insgesamt 14 Wettbewerbe im Gewichtheben statt. Austragungsort war das Tokyo International Forum.

## Zeitplan
| Zeitplan Gewichtheben | Zeitplan Gewichtheben | Zeitplan Gewichtheben | Zeitplan Gewichtheben | Zeitplan Gewichtheben | Zeitplan Gewichtheben | Zeitplan Gewichtheben | Zeitplan Gewichtheben | Zeitplan Gewichtheben | Zeitplan Gewichtheben | Zeitplan Gewichtheben | Zeitplan Gewichtheben | Zeitplan Gewichtheben |
| Wettbewerbe           | Juli 2021             | Juli 2021             | Juli 2021             | Juli 2021             | Juli 2021             | Juli 2021             | Juli 2021             | Juli 2021             | August 2021           | August 2021           | August 2021           | August 2021           |
| Männer                | 24.                   | 25.                   | 26.                   | 27.                   | 28.                   | 29.                   | 30.                   | 31.                   | 1.                    | 2.                    | 3.                    | 4.                    |
| --------------------- | --------------------- | --------------------- | --------------------- | --------------------- | --------------------- | --------------------- | --------------------- | --------------------- | --------------------- | --------------------- | --------------------- | --------------------- |
| Klasse bis 61 kg      |                       |                       |                       |                       |                       |                       |                       |                       |                       |                       |                       |                       |
| Klasse bis 67 kg      |                       |                       |                       |                       |                       |                       |                       |                       |                       |                       |                       |                       |
| Klasse bis 73 kg      |                       |                       |                       |                       |                       |                       |                       |                       |                       |                       |                       |                       |
| Klasse bis 81 kg      |                       |                       |                       |                       |                       |                       |                       |                       |                       |                       |                       |                       |
| Klasse bis 96 kg      |                       |                       |                       |                       |                       |                       |                       |                       |                       |                       |                       |                       |
| Klasse bis 109 kg     |                       |                       |                       |                       |                       |                       |                       |                       |                       |                       |                       |                       |
| Klasse über 109 kg    |                       |                       |                       |                       |                       |                       |                       |                       |                       |                       |                       |                       |
| Frauen                | 24.                   | 25.                   | 26.                   | 27.                   | 28.                   | 29.                   | 30.                   | 31.                   | 1.                    | 2.                    | 3.                    | 4.                    |
| Klasse bis 49 kg      |                       |                       |                       |                       |                       |                       |                       |                       |                       |                       |                       |                       |
| Klasse bis 55 kg      |                       |                       |                       |                       |                       |                       |                       |                       |                       |                       |                       |                       |
| Klasse bis 59 kg      |                       |                       |                       |                       |                       |                       |                       |                       |                       |                       |                       |                       |
| Klasse bis 64 kg      |                       |                       |                       |                       |                       |                       |                       |                       |                       |                       |                       |                       |
| Klasse bis 76 kg      |                       |                       |                       |                       |                       |                       |                       |                       |                       |                       |                       |                       |
| Klasse bis 87 kg      |                       |                       |                       |                       |                       |                       |                       |                       |                       |                       |                       |                       |
| Klasse über 87 kg     |                       |                       |                       |                       |                       |                       |                       |                       |                       |                       |                       |                       |
| Entscheidungen        | 1                     | 2                     | 1                     | 2                     | 1                     | 0                     | 0                     | 2                     | 1                     | 2                     | 1                     | 1                     |

|  | Qualifikation |  | Medaillenentscheidung |

## Bilanz

### Medaillenspiegel
| Platz  | Land                    | Gold | Silber | Bronze | Gesamt |
| ------ | ----------------------- | ---- | ------ | ------ | ------ |
| 1      | China                   | 7    | 1      | –      | 8      |
| 2      | Ecuador                 | 1    | 1      | –      | 2      |
| 3      | Chinesisch Taipeh       | 1    | –      | 1      | 2      |
| 3      | Georgien                | 1    | –      | 1      | 2      |
| 5      | Kanada                  | 1    | –      | –      | 1      |
| 5      | Katar                   | 1    | –      | –      | 1      |
| 5      | Philippinen             | 1    | –      | –      | 1      |
| 5      | Usbekistan              | 1    | –      | –      | 1      |
| 9      | Venezuela               | –    | 2      | –      | 2      |
| 10     | Indonesien              | –    | 1      | 2      | 3      |
| 10     | Italien                 | –    | 1      | 2      | 3      |
| 12     | Dominikanische Republik | –    | 1      | 1      | 2      |
| 12     | Vereinigte Staaten      | –    | 1      | 1      | 2      |
| 14     | Armenien                | –    | 1      | –      | 1      |
| 14     | Großbritannien          | –    | 1      | –      | 1      |
| 14     | Indien                  | –    | 1      | –      | 1      |
| 14     | Iran                    | –    | 1      | –      | 1      |
| 14     | Kolumbien               | –    | 1      | –      | 1      |
| 14     | Turkmenistan            | –    | 1      | –      | 1      |
| 20     | Kasachstan              | –    | –      | 2      | 2      |
| 21     | Japan                   | –    | –      | 1      | 1      |
| 21     | Lettland                | –    | –      | 1      | 1      |
| 21     | Mexiko                  | –    | –      | 1      | 1      |
| 21     | Syrien                  | –    | –      | 1      | 1      |
| Gesamt | Gesamt                  | 14   | 14     | 14     | 42     |

### Medaillengewinner
Männer
| Disziplin          | Gold                    | Silber                     | Bronze                      |
| ------------------ | ----------------------- | -------------------------- | --------------------------- |
| Klasse bis 61 kg   | Li Fabin (CHN)          | Eko Yuli Irawan (INA)      | Igor Son (KAZ)              |
| Klasse bis 67 kg   | Chen Lijun (CHN)        | Luis Javier Mosquera (COL) | Mirko Zanni (ITA)           |
| Klasse bis 73 kg   | Shi Zhiyong (CHN)       | Julio Mayora (VEN)         | Rahmat Erwin Abdullah (INA) |
| Klasse bis 81 kg   | Lü Xiaojun (CHN)        | Zacarías Bonnat (DOM)      | Antonino Pizzolato (ITA)    |
| Klasse bis 96 kg   | Fares Ibrahim (QAT)     | Keydomar Vallenilla (VEN)  | Anton Plesnoi (GEO)         |
| Klasse bis 109 kg  | Akbar Joʻrayev (UZB)    | Simon Martirosjan (ARM)    | Artūrs Plēsnieks (LAT)      |
| Klasse über 109 kg | Lascha Talachadse (GEO) | Ali Davoudi (IRI)          | Man Asaad (SYR)             |

Frauen
| Disziplin         | Gold                 | Silber                      | Bronze                      |
| ----------------- | -------------------- | --------------------------- | --------------------------- |
| Klasse bis 49 kg  | Hou Zhihui (CHN)     | Saikhom Mirabai Chanu (IND) | Windy Cantika Aisah (INA)   |
| Klasse bis 55 kg  | Hidilyn Diaz (PHI)   | Liao Qiuyun (CHN)           | Sülfija Tschinschanlo (KAZ) |
| Klasse bis 59 kg  | Kuo Hsing-chun (TPE) | Polina Gurýewa (TKM)        | Mikiko Andō (JPN)           |
| Klasse bis 64 kg  | Maude Charron (CAN)  | Giorgia Bordignon (ITA)     | Chen Wen-huei (TPE)         |
| Klasse bis 76 kg  | Neisi Dajomes (ECU)  | Katherine Nye (USA)         | Aremi Fuentes (MEX)         |
| Klasse bis 87 kg  | Wang Zhouyu (CHN)    | Tamara Salazar (ECU)        | Crismery Santana (DOM)      |
| Klasse über 87 kg | Li Wenwen (CHN)      | Emily Campbell (GBR)        | Sarah Robles (USA)          |

## Ergebnisse Frauen

### Klasse bis 49 kg (Bantamgewicht)
| Platz | Land | Athletin              | Reißen (kg) | Stoßen (kg) | Gesamt (kg) |
| ----- | ---- | --------------------- | ----------- | ----------- | ----------- |
| 1     | CHN  | Hou Zhihui            | 94          | 116         | 210         |
| 2     | IND  | Saikhom Mirabai Chanu | 87          | 115         | 202         |
| 3     | IDN  | Windy Cantika Aisah   | 84          | 110         | 194         |
| 4     | TPE  | Fang Wan-ling         | 80          | 101         | 181         |
| 5     | BEL  | Nina Sterckx          | 81          | 99          | 180         |
| 6     | CAN  | Ludia Montero         | 82          | 96          | 178         |
| 7     | FRA  | Anaïs Michel          | 82          | 96          | 177         |
| 8     | DOM  | Beatriz Pirón         | 78          | 99          | 176         |

### Klasse bis 55 kg (Federgewicht)
| Platz | Land | Athletin              | Reißen (kg) | Stoßen (kg) | Gesamt (kg) |
| ----- | ---- | --------------------- | ----------- | ----------- | ----------- |
| 1     | PHI  | Hidilyn Diaz          | 97          | 127         | 224         |
| 2     | CHN  | Liao Qiuyun           | 97          | 126         | 223         |
| 3     | KAZ  | Sülfija Tschinschanlo | 90          | 123         | 213         |
| 4     | UZB  | Muattar Nabiyeva      | 98          | 114         | 212         |
| 5     | UKR  | Kamila Konotop        | 94          | 112         | 206         |
| 6     | TKM  | Kristina Şermetowa    | 90          | 115         | 205         |
| 7     | KOR  | Ham Eun-ji            | 85          | 116         | 201         |
| 8     | TUN  | Nouha Landoulsi       | 88          | 108         | 196         |

### Klasse bis 59 kg (Leichtgewicht)
| Platz | Land | Athletin          | Reißen (kg) | Stoßen (kg) | Gesamt (kg) |
| ----- | ---- | ----------------- | ----------- | ----------- | ----------- |
| 1     | TPE  | Kuo Hsing-chun    | 103         | 133         | 236         |
| 2     | TKM  | Polina Gurýewa    | 96          | 121         | 217         |
| 3     | JPN  | Mikiko Andō       | 94          | 120         | 214         |
| 4     | FRA  | Dora Tchakounté   | 96          | 117         | 213         |
| 5     | VIE  | Hoàng Thị Duyên   | 95          | 113         | 208         |
| 6     | VEN  | Yusleidy Figueroa | 91          | 115         | 206         |
| 7     | ARM  | Isabella Jajljan  | 95          | 110         | 205         |
| 8     | GBR  | Zoe Smith         | 87          | 113         | 200         |

### Klasse bis 64 kg (Mittelgewicht)
| Platz | Land | Athletin          | Reißen (kg) | Stoßen (kg) | Gesamt (kg) |
| ----- | ---- | ----------------- | ----------- | ----------- | ----------- |
| 1     | CAN  | Maude Charron     | 105         | 131         | 236         |
| 2     | ITA  | Giorgia Bordignon | 104         | 128         | 232         |
| 3     | TPE  | Chen Wen-huei     | 103         | 127         | 230         |
| 4     | COL  | Mercedes Pérez    | 101         | 126         | 227         |
| 5     | GBR  | Sarah Davies      | 100         | 127         | 227         |
| 6     | ECU  | Angie Palacios    | 104         | 122         | 226         |
| 7     | PHL  | Elreen Ando       | 100         | 122         | 222         |
| 8     | CUB  | Marina Rodríguez  | 98          | 123         | 221         |

### Klasse bis 76 kg (Halbschwergewicht)
| Platz | Land | Athletin              | Reißen (kg) | Stoßen (kg) | Gesamt (kg) |
| ----- | ---- | --------------------- | ----------- | ----------- | ----------- |
| 1     | ECU  | Neisi Dajomes         | 118         | 145         | 263         |
| 2     | USA  | Katherine Nye         | 111         | 138         | 249         |
| 3     | MEX  | Aremi Fuentes         | 108         | 137         | 245         |
| 4     | SWE  | Patricia Strenius     | 102         | 133         | 235         |
| 5     | BLR  | Darja Nawumawa        | 103         | 131         | 234         |
| 6     | UZB  | Kumushxon Fayzullaeva | 101         | 126         | 227         |
| 7     | GBR  | Emily Godley          | 98          | 124         | 222         |
| 8     | CAN  | Kristel Ngarlem       | 95          | 123         | 218         |

### Klasse bis 87 kg (Schwergewicht)
| Platz | Land | Athletin                        | Reißen (kg) | Stoßen (kg) | Gesamt (kg) |
| ----- | ---- | ------------------------------- | ----------- | ----------- | ----------- |
| 1     | CHN  | Wang Zhouyu                     | 120         | 150         | 270         |
| 2     | ECU  | Tamara Salazar                  | 113         | 150         | 263         |
| 3     | DOM  | Crismery Santana                | 116         | 140         | 256         |
| 4     | MGL  | Mönchdschantsangiin Anchtsetseg | 110         | 142         | 252         |
| 5     | FRA  | Gaëlle Nayo-Ketchanke           | 108         | 139         | 247         |
| 6     | USA  | Mattie Rogers                   | 108         | 138         | 246         |
| 7     | VEN  | Naryury Pérez                   | 112         | 130         | 242         |
| 8     | MDA  | Elena Cîlcic                    | 105         | 135         | 240         |

### Klasse über 87 kg (Superschwergewicht)
| Platz | Land | Athletin              | Reißen (kg) | Stoßen (kg) | Gesamt (kg) |
| ----- | ---- | --------------------- | ----------- | ----------- | ----------- |
| 1     | CHN  | Li Wenwen             | 140         | 180         | 320         |
| 2     | GBR  | Emily Campbell        | 122         | 161         | 283         |
| 3     | USA  | Sarah Robles          | 128         | 154         | 282         |
| 4     | KOR  | Lee Seon-mi           | 125         | 152         | 277         |
| 5     | IDN  | Nurul Akmal           | 115         | 141         | 256         |
| 6     | AUS  | Charisma Amoe-Tarrant | 105         | 138         | 243         |
| 7     | DOM  | Verónica Saladín      | 111         | 131         | 242         |
| 8     | TGA  | Kuinini Manumua       | 103         | 125         | 228         |

## Qualifikation
| Nation                  | Männer | Männer | Männer | Männer | Männer | Männer  | Männer  | Frauen | Frauen | Frauen | Frauen | Frauen | Frauen | Frauen | Gesamt |
| Nation                  | -61 kg | -67 kg | -73 kg | -81 kg | -96 kg | -109 kg | +109 kg | -49 kg | -55 kg | -59 kg | -64 kg | -76 kg | -87 kg | +87 kg | Gesamt |
| ----------------------- | ------ | ------ | ------ | ------ | ------ | ------- | ------- | ------ | ------ | ------ | ------ | ------ | ------ | ------ | ------ |
| Albanien                |        |        | X      | X      |        |         |         |        |        |        |        |        |        |        | 2      |
| Algerien                |        |        |        |        |        |         | X       |        |        |        |        |        |        |        | 1      |
| Amerikanisch-Samoa      |        |        |        |        |        | X       |         |        |        |        |        |        |        |        | 1      |
| Armenien                |        |        |        |        |        | X       |         |        |        | X      |        |        |        |        | 2      |
| Australien              |        |        | X      |        |        | X       |         |        |        | X      | X      |        |        | X      | 5      |
| Belarus                 |        |        |        |        | X      |         |         |        |        |        |        | X      |        |        | 2      |
| Belgien                 |        |        |        |        |        |         |         | X      |        |        |        |        |        | X      | 2      |
| Botswana                |        |        |        |        |        |         |         |        |        | X      |        |        |        |        | 1      |
| Brasilien               |        |        |        |        |        |         |         | X      |        |        |        |        | X      |        | 2      |
| Bulgarien               |        |        | X      |        |        | X       |         |        |        |        |        |        |        |        | 2      |
| Chile                   |        |        |        | X      |        |         |         |        |        |        |        |        | X      |        | 2      |
| China                   | X      | X      | X      | X      |        |         |         | X      | X      |        |        |        | X      | X      | 8      |
| Chinesisch Taipeh       | X      |        |        |        | X      |         | X       | X      | X      | X      | X      |        |        |        | 7      |
| Deutschland             | X      |        |        | X      |        |         |         |        |        | X      | X      |        |        |        | 4      |
| Dominikanische Republik | X      |        |        | X      |        |         |         | X      |        |        |        |        | X      | X      | 5      |
| Ecuador                 |        |        |        |        |        |         |         |        |        | X      | X      | X      | X      |        | 4      |
| Frankreich              |        | X      |        |        |        |         |         | X      |        | X      |        |        | X      |        | 4      |
| Georgien                | X      | X      |        |        | X      |         | X       |        |        |        |        |        |        |        | 4      |
| Ghana                   |        |        |        |        | X      |         |         |        |        |        |        |        |        |        | 1      |
| Griechenland            |        |        |        |        | X      |         |         |        |        |        |        |        |        |        | 1      |
| Großbritannien          |        |        |        |        |        |         |         |        |        | X      | X      | X      |        | X      | 4      |
| Guatemala               |        |        |        |        |        |         |         |        |        |        |        |        |        | X      | 1      |
| Indien                  |        |        |        |        |        |         |         | X      |        |        |        |        |        |        | 1      |
| Indonesien              | X      | X      | X      |        |        |         |         | X      |        |        |        |        |        | X      | 5      |
| Iran                    |        |        |        |        |        | X       | X       |        |        |        |        |        |        |        | 2      |
| Israel                  |        |        |        |        |        |         | X       |        |        |        |        |        |        |        | 1      |
| Italien                 | X      | X      |        | X      |        |         |         |        |        | X      | X      |        |        |        | 5      |
| Japan                   | X      | X      | X      |        | X      |         |         | X      | X      | X      |        |        |        |        | 7      |
| Kamerun                 |        |        |        |        |        |         |         |        |        |        |        | X      | X      |        | 2      |
| Kanada                  |        |        |        |        | X      |         |         |        | X      | X      | X      | X      |        |        | 5      |
| Kasachstan              | X      |        |        |        |        |         |         |        | X      |        |        |        |        |        | 2      |
| Katar                   |        |        |        |        | X      |         |         |        |        |        |        |        |        |        | 1      |
| Kirgisistan             |        |        |        |        | X      |         |         |        |        |        |        |        |        |        | 1      |
| Kiribati                |        | X      |        |        |        |         |         |        |        |        |        |        |        |        | 1      |
| Kolumbien               |        | X      |        | X      |        |         |         |        |        |        | X      |        |        |        | 3      |
| Kuba                    |        |        |        |        | X      |         |         | X      |        |        | X      |        |        | X      | 4      |
| Lettland                |        |        |        | X      |        | X       |         |        |        |        |        |        |        |        | 2      |
| Libanon                 |        |        |        |        |        |         |         |        |        |        |        | X      |        |        | 1      |
| Litauen                 |        |        |        |        |        | X       |         |        |        |        |        |        |        |        | 1      |
| Madagaskar              | X      | X      |        |        |        |         |         |        |        |        |        |        |        |        | 2      |
| Malta                   |        |        |        |        |        |         |         |        |        |        | X      |        |        |        | 1      |
| Marokko                 |        |        | X      |        |        |         |         |        |        |        |        |        |        |        | 1      |
| Mauritius               |        |        |        |        |        |         |         | X      |        |        |        |        |        |        | 1      |
| Mexiko                  |        | X      | X      |        |        |         |         |        | X      |        |        | X      |        |        | 4      |
| Moldau                  |        |        | X      |        |        |         |         |        |        |        |        |        | X      |        | 2      |
| Mongolei                |        |        |        |        |        |         |         |        |        |        |        |        | X      | X      | 2      |
| Nauru                   |        |        |        |        |        |         |         |        |        |        |        | X      |        |        | 1      |
| Neuseeland              |        |        |        | X      |        |         | X       |        |        |        |        | X      | X      | X      | 5      |
| Nicaragua               |        |        |        |        |        |         |         |        |        |        | X      |        |        |        | 1      |
| Niederlande             |        |        |        |        |        |         | X       |        |        |        |        |        |        |        | 1      |
| Oman                    |        |        |        | X      |        |         |         |        |        |        |        |        |        |        | 1      |
| Österreich              |        |        |        |        |        |         | X       |        |        |        |        |        |        | X      | 2      |
| Pakistan                |        | X      |        |        |        |         |         |        |        |        |        |        |        |        | 1      |
| Palästina               |        |        |        |        | X      |         |         |        |        |        |        |        |        |        | 1      |
| Papua-Neuguinea         | X      |        |        |        |        |         |         | X      |        |        |        |        |        |        | 2      |
| Peru                    | X      |        |        |        |        |         |         |        |        |        |        |        |        |        | 1      |
| Philippinen             |        |        |        |        |        |         |         |        | X      |        | X      |        |        |        | 2      |
| Polen                   |        |        |        |        | X      | X       |         |        | X      |        |        |        |        |        | 3      |
| Refugee Olympic Team    |        |        |        |        | X      |         |         |        |        |        |        |        |        |        | 1      |
| ROC                     |        |        |        |        |        | X       |         | X      |        |        |        |        |        |        | 2      |
| Salomonen               |        |        |        |        |        |         |         |        | X      |        |        |        |        |        | 1      |
| Saudi-Arabien           | X      |        | X      |        |        |         |         |        |        |        |        |        |        |        | 2      |
| Schweden                |        |        |        |        |        |         |         |        |        |        |        | X      |        |        | 1      |
| Spanien                 |        |        | X      | X      |        |         | X       |        |        |        |        |        | X      |        | 4      |
| Südkorea                |        | X      |        |        | X      | X       |         |        | X      |        |        | X      | X      | X      | 7      |
| Syrien                  |        |        |        |        |        |         | X       |        |        |        |        |        |        |        | 1      |
| Tonga                   |        |        |        |        |        |         |         |        |        |        |        |        |        | X      | 1      |
| Tschechien              |        |        |        |        |        |         | X       |        |        |        |        |        |        |        | 1      |
| Tunesien                |        |        | X      | X      |        | X       |         |        | X      |        | X      |        |        |        | 5      |
| Türkei                  |        | X      |        |        |        |         |         |        |        |        | X      |        |        |        | 2      |
| Turkmenistan            |        |        |        | X      |        | X       | X       |        | X      | X      |        |        |        |        | 5      |
| Ukraine                 |        |        |        |        |        |         |         |        | X      |        |        | X      |        |        | 2      |
| Ungarn                  |        |        |        |        |        |         | X       |        |        |        |        |        |        |        | 1      |
| Usbekistan              |        | X      |        |        |        | X       |         |        | X      |        |        | X      |        |        | 4      |
| Venezuela               |        |        | X      |        | X      |         |         |        |        | X      |        |        | X      |        | 4      |
| Vereinigte Staaten      |        |        | X      | X      |        | X       | X       | X      |        |        |        | X      | X      | X      | 8      |
| Vietnam                 | X      |        |        |        |        |         |         |        |        | X      |        |        |        |        | 2      |
| Gesamt: 77 NOKs         | 14     | 14     | 14     | 14     | 15     | 14      | 14      | 14     | 14     | 14     | 14     | 14     | 14     | 14     | 197    |

## Sonstiges
Hidilyn Diaz wurde die erste Olympiasiegerin der Philippinen seit 97 Jahren. Mit ihren Leistungen von 97 kg im Reißen sowie im 127 kg im Stoßen erreichte sie einen neuen olympischen Rekord im Stoßen, genau wie der Gesamtwert von 224 kg, die in ihrer Gewichtsklasse bis 55 kg Körpergewicht noch nie erreicht worden waren.